# Asmus Wilhelm Jürgensen
Asmus Wilhelm Jürgensen (2. oktober 1902 i Angel i Sydslesvig – 19. marts 1972) var en dansk lærer, leder af det tyske mindretals presse- og propagandatjeneste.

## Baggrund
Asmus Jürgensen var født og opvokset i Angel i Sydslesvig. I 1924 tog han lærereksamen og blev ansat som lærer i sin fødeby. I 1930 tog han ophold på Askov Højskole som forberedelse til ansættelse i det tyske skolevæsen i Nordslesvig, hvor han fra 1931 til den tyske kapitulation i 1945 var ansat på de tyske privatskoler i Sønderhav, Løgumkloster og Bovrup. Sidstnævnte sted fra 1942. 

## Perioden op til  og under 2. Verdenskrig
Jürgensen er først og fremmest under pseudonymet "Asmus von der Heide" kendt som skribent og propagandist i de hjemmetyske organer Nordschleswigsche Zeitung og Junge Front. Allerede i 1931 begyndte han at skrive i den hjemmetyske avis og fokuserede stadigt mere på det grænsepolitiske. For Jürgensen, der fra 1934 var medlem af den rigstyske NSDAP-Ausland-Organisation, harmonerede den slesvig-holstenske tanke fint med den nazistiske Weltanschauung. I sommeren 1940 blev han på foranledning af Jens Møller og Peter Larsen fast medarbejder ved rubrikken "Unsere Stimme" i mindretallets avis. Rubrikken, som skulle give udtryk for mindretallets politik i grænsepolitiske spørgsmål, blev, især efter at Jürgensen i maj 1943 overtog posten som leder for partiets presse- og propagandatjeneste efter Rudolf Stehr, platform for en lang række hårde angreb mod danske institutioner og personer.  Jürgensens retorik var så uforsonlig, grov og vulgær, at den også faldt rigstyske instanser for brystet.  Tilsvarende angreb rettede han i tidsskriftet Junge Front, og helt i overensstemmelse med den nazistiske Weltanschauung ikke mindst mod den jødiske del af befolkningen. 
Jürgensens forsøg på at piske en stemning op mod danske medborgere og kompromittere disse i besættelsesmagtens øjne var belastende for ham under retsopgøret efter krigen, ganske som hans indberetninger af navngivne medborgeres tyskfjendtlighed til rigstyske instanser var det. Uden nogen tvivl var Jürgensen den enkeltperson, der bidrog mest til at forgifte forholdet mellem flertals- og mindretalsbefolkning i grænselandet. Men også ind ad til var Jürgensen aktiv. Fra efteråret 1940 til den tyske kapitulation var han leder af partiets Schulungsamt, og gennem såkaldte ”Schulungsbriefe” indgød han partiets tillidsmænd den rette nationalsocialistiske ånd, hvilket  bidrog til at holde mindretallet i et ideologisk jerngreb.
Jürgensen deltog i Det lille politiske Råd møder, men nægtede efter krigen under henvisning til sit tyske statsborgerskab at have været egentligt medlem af rådet. Retten fandt imidlertid, at han var at anse som medansvarlig for mindretalsledelsens hvervning af unge til tysk fronttjeneste. Ligeledes for dens oprettelse af Zeitfreiwilligendienst og Selbstschutz, henholdsvis en slags hjemmeværn under den tyske Værnemagts kommando og et uniformeret og bevæbnet beskyttelseskorps, der virkede i tilknytning til besættelsesmagten mod danske medborgere. Retten anså ham også for at være medansvarlig for ledelsens engagement i gravningen af en skanse tværs over Nordslesvig i efteråret 1944, som var vendt mod en allieret invasion.

## Domfældelse og efterkrigstid
Jürgensen blev interneret den 5. maj 1945, og ved byretten i Aabenraa blev han i efteråret 1948 idømt 10 års fængsel. Vestre Landsret nedsatte straffen til 7 år, men i 1950 blev Jürgensen benådet og udvist af landet som tysk statsborger. Han bosatte sig i Lüngerau ved Flensborg , gjorde karriere som lærer, foredragsholder og forfatter og markerede sig straks i  SHHB, Schleswig-Holsteinischer Heimatbund, der var blevet stiftet i 1947 som en grænsepolitisk kamporganisation. Som sådan plejede den tætte forbindelser til det tyske mindretals nye organisation Bund Deutscher Nordschleswiger. Jürgensen blev medlem af kommunalråd, amtsråd og fra 1954-1958 af Landdagen i Kiel som repræsentant for SHHB.   